# دیجاک
دیجاک (انگلیسی: Dijak؛ زادهٔ ۲۳ آوریل ۱۹۸۷) کشتی‌گیر کشتی حرفه‌ای اهل ایالات متحده آمریکا است.